# Putih
Putih is een bestuurslaag in het regentschap Kediri van de provincie Oost-Java, Indonesië. Putih telt 2938 inwoners (volkstelling 2010).